# (34566) 2000 SE294
2000 SE294 (asteroide 34566) é um asteroide da cintura principal. Possui uma excentricidade de 0.13977580 e uma inclinação de 15.63834º.
Este asteroide foi descoberto no dia 27 de setembro de 2000 por LINEAR em Socorro.